# Фабиан, Марко
Ма́рко Джонфа́й Фабиа́н де ла Мо́ра (исп. Marco Jhonfai Fabian de la Mora; род. 21 июля 1989[…], Гвадалахара) — мексиканский футболист, полузащитник. Выступал за сборную Мексики.

## Клубная карьера
Марко Фабиан родился в небольшом городке в штате Халиско и начинал заниматься футболом в команде «Депортиво Тапатио», которая является филиалом «Гвадалахары», пока в 2007 году не был переведён в основу одного из наиболее популярных клубов Мексики. В том году Фабиан успел дебютировать в чемпионате Мексики — 10 ноября он сыграл первый (и последний для себя в том турнире) матч в рамках Апертуры 2007 против «Хагуарес Чьяпас». Уже в Клаусуре 2008 Фабиан стал значительно чаще попадать в основу, сыграв 10 матчей и забив свой первый в профессиональной карьере гол. Это произошло в матче, который «Гвадалахара» выиграла у «Монаркас Морелии» со счётом 6:0.
Наиболее успешно для Фабиана сложились 2010 и 2011 годы. Марко стал одним из лидеров команды в розыгрыше Кубка Либертадорес 2010, в котором «Гвадалахара» впервые в своей истории (и во второй раз в истории участия мексиканских команд) сумела дойти до финала, где уступила бразильскому «Интернасьоналу». При этом мексиканцы дважды открывали счёт в финальных играх, но оба раза бразильский клуб переламывал ход встречи. На стадионе «Бейра-Рио» в ответной игре именно Фабиан забил первый гол на 42-й минуте, несмотря на преимущество «Интера» по ходу всего тайма. Во втором тайме бразильцы забили три гола, а мяч Омара Браво, посланный в сетку ворот на 90-й минуте, уже не смог помочь «Гвадалахаре».
В Апертуре 2010 Фабиан в 17 матчах забил 6 голов — при этом во всех предыдущих чемпионатах Мексики он отмечался максимум одним голом, либо не забивал голов вовсе. В Клаусуре 2011 в 16 играх Марко отметился 9-ю забитыми голами, а в Апертуре 2011 вновь забил 6 голов в 13 матчах.
12 декабря 2013 года Фабиан отправился в годичную аренду в «Крус Асуль».
18 декабря 2015 года Фабиан перешёл в клуб немецкой Бундеслиги «Айнтрахт Франкфурт».
8 февраля 2019 года Фабиан перешёл в клуб MLS «Филадельфия Юнион», подписав однолетний контракт по правилу назначенного игрока с опцией продления ещё на два года. В американской лиге дебютировал 2 марта в матче против «Торонто», проигранном со счётом 1:3, забив единственный гол «Юнион». 20 октября в матче плей-офф против «Нью-Йорк Ред Буллз», выйдя на замену на 103-й минуте в первом экстра-тайме, забил победный гол, установивший результат 4:3 и принёсший «Юнион» первую победу в постсезоне в истории клуба. По окончании сезона 2019 «Филадельфия Юнион» не продлила контракт с Фабианом.
В феврале 2020 года Фабиан присоединился к клубу чемпионата Катара «Аль-Садд».
11 августа 2020 года Фабиан подписал контракт с клубом «Хуарес».

## Карьера в сборной
12 июня 2011 года Марко Фабиан дебютировал за сборную Мексики в товарищеской игре в Лас-Вегасе против Венесуэлы (южноамериканцы, которые вскоре дошли до полуфинала Кубка Америки, обыграли Мексику со счётом 3:0). 25 июня Фабиан отметился забитым голом в ворота сборной Эквадора.
После скандала, связанного с обнаружением допинга у пятерых футболистов сборной, принимавшей участие в Золотом кубке КОНКАКАФ, Фабиан был вызван на замену отчисленным игрокам, однако участие в турнире для него было формальным. После окончания Золотого кубка Фабиан должен был поехать в составе сборной на Кубок Америки, однако из-за «неподобающего поведения» был отчислен из команды вместе с ещё 7-ю игроками.
26 января 2012 года Фабиан вернулся в сборную Мексики, отыграв весь товарищеский матч против Венесуэлы. В финале футбольного турнира на Олимпийских играх 2012 в Лондоне Марко отдал голевую передачу, с которой Перальта забил золотой гол.
Гол Фабиана в полуфинальном матче против Германии на Кубке конфедераций 2017 был признан лучшим голом турнира.

## Достижения
- Олимпийский чемпион (1): 2012
- Победитель Лиги чемпионов КОНКАКАФ (1): 2013/14
- Обладатель Кубка Мексики (1): апертура 2015
- Обладатель Кубка Германии (1): 2017/18